# Морфология (биология)
Вижте пояснителната страница за други значения на Морфология.
Морфологията (от гръцки: μορφή – „форма“ и λόγος – „слово“, „наука“) е общобиологична наука, която изучава строежа на биологичните системи на ниво клетка (цитоморфология), тъкан (хистоморфология) и организъм (анатомия).
В областта на гръбначните животни морфологията (по-точно – сравнителната морфология) се подразделя на органология, архитектоника и еволюционна морфология.